# یولیا دوهل
یولیا دوهل (اوکراینی: Юлія Віталіївна Довгаль؛ زادهٔ ۲ ژوئن ۱۹۸۳) وزنه‌بردار اهل اوکراین است. 